# Quest for Quintana Roo
Quest for Quintana Roo is een videospel dat werd ontwikkeld door VSS en uitgegeven door Sunrise Software. Het spel kwam in 1983 in ColecoVision. Een jaar later volgde ook andere platforms. De speler speelt Yucatan Sam en moet de tempel Quintana Roo verkennen. Het spel begint buiten de tempel, maar de speler kan later in de tempel klimmen. Het perspectief van het spel wordt getoond in de derde persoon.

## Platforms
| Jaar | Platform                                          |
| ---- | ------------------------------------------------- |
| 1983 | ColecoVision                                      |
| 1984 | Atari 2600, Atari 5200, Atari 8-bit, Commodore 64 |

## Ontvangst
Het spel werd wisselend ontvangen:
| Beoordeeld door       | Platform     | Datum            | Score |
| --------------------- | ------------ | ---------------- | ----- |
| All Game Guide        | ColecoVision | 1998             | 70%   |
| The Video Game Critic | Atari 2600   | 21 december 1999 | 33%   |
| The Video Game Critic | Atari 5200   | 21 januari 2013  | 0%    |